# Большой Двор (Самойловское сельское поселение)
Большой Двор — деревня в Самойловском сельском поселении Бокситогорского района Ленинградской области.

## История
Усадище Большой Двор упоминается в переписи 1710 года в Никольском «на Волоку Кославле» погосте Заонежской половины Обонежской пятины.

БОЛЬШОЙ-ДВОР — деревня Селюгинского общества, прихода Волокославского погоста. Река Чагодоща.

Крестьянских дворов — 12. Строений — 40, в том числе жилых — 18. Школа. Жители занимаются рубкой, возкой и сплавом дров.

Число жителей по семейным спискам 1879 г.: 24 м. п., 47 ж. п.; по приходским сведениям 1879 г.: 30 м. п., 43 ж. п.

Сборник Центрального статистического комитета описывал её так:

БОЛЬШОЙ ДВОР — деревня бывшая владельческая при реке Чагоде, дворов — 14, жителей — 80; Волостное правление. (1885 год)

В конце XIX — начале XX века деревня административно относилась к Анисимовской волости 5-го земского участка 3-го стана Тихвинского уезда Новгородской губернии.

БОЛЬШОЙ ДВОР — деревня Селюгинского общества, число дворов — 22, число домов — 27, число жителей: 42 м. п., 57 ж. п.; Занятия жителей: земледелие, лесные заработки. Река Чагодоща. Фельдшерский пункт, 2 мелочные лавки. (1910 год)

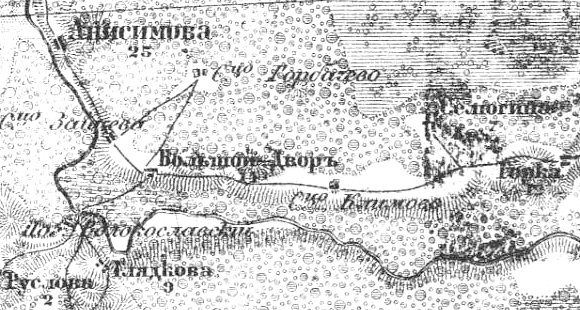
Деревня Большой Двор на карте 1917 года

Согласно военно-топографической карте Новгородской губернии издания 1917 года, деревня насчитывала 14 крестьянских дворов.
С 1917 по 1918 год деревня входила в состав Анисимовской волости Тихвинского уезда Новгородской губернии.
С 1918 года, в составе Череповецкой губернии.
С 1927 года, в составе Анисимовского сельсовета Пикалёвского района.
С 1932 года, в составе Ефимовского района.
По данным 1933 года деревня Большой Двор являлась административным центром Анисимовского сельсовета Ефимовского района, в который входили 17 населённых пунктов: деревни Анисимово, Афрушино, Богатино, Большой Двор, Буян, Гладково, Горбачёво, Елзово, Зайцево, Климово, Лопастино, Погорелово, Рунлово, Селюгино, Фомкино, Чурилова Гора и выселок Волок, общей численностью населения 1006 человек.
В 1940 году население деревни составляло 192 человека.
С 1952 года, в составе Бокситогорского района.
С 1963 года, вновь составе Ефимовского района.
С 1965 года вновь в составе Бокситогорского района. В 1965 году население деревни составляло 118 человек.
По данным 1966, 1973 и 1990 годов деревня Большой Двор также входила в состав Анисимовского сельсовета.
В 1997 году в деревне Большой Двор Анисимовской волости проживали 28 человек, в 2002 году — 42 человека (русские — 95 %).
В 2007 году в деревне Большой Двор Анисимовского СП проживали 23 человека, в 2010 году — 28.
В 2014 году Анисимовское сельское поселение вошло в состав Самойловского сельского поселения Бокситогорского района.

## География
Деревня расположена в юго-западной части района на автодороге 41К-034 (Пикалёво — Колбеки).
Расстояние до деревни Анисимово — 1 км.
Расстояние до ближайшей железнодорожной станции Пикалёво — 25 км. 
Деревня находится на левом берегу реки Чагода.